# Grand-Fougeray
Grand-Fougeray település Franciaországban, Ille-et-Vilaine megyében. Lakosainak száma 2523 fő (2022. január 1.). Grand-Fougeray La Dominelais, La Noë-Blanche, Sainte-Anne-sur-Vilaine, Derval, Mouais és Pierric községekkel határos.

## Népesség
A település népességének változása:
| Lakosok száma | 2219 | 2032 | 1995 | 2211 | 2417 | 2462 | 2445 | 2455 | 2455 | 2523 |
|               | 1968 | 1982 | 1990 | 2006 | 2013 | 2015 | 2017 | 2019 | 2020 | 2022 |